# Ловцкий, Герман Леопольдович
Герман Леопольдович Ловцкий (нем. Hermann Lowtzky, первоначальное имя Герш Липович Ловцкий; 4 августа 1871, Каменец-Подольский, Подольская губерния — 8 декабря 1957, Цюрих, Швейцария) — композитор, музыковед, литературный и художественный критик.

## Биография
Родился в Каменце-Подольском в семье крупного коммерсанта и мануфактурщика, купца первой гильдии, потомственного почётного гражданина Липы Хаим-Ароновича Ловцкого (1841 — после 1913), который в том же году основал посудное предприятие, а впоследствии открыл его филиалы в различных городах Юго-Западного края и в 1887 году перевёл семью в Киев. «Берлинский посудный магазин Л. А. Ловцкого» располагался в доме Фоломина на Подоле на углу Александровской и Борисоглебской улиц, специализируясь на торговле посудой, лампами, зеркалами, карнизами и другими общехозяйственными принадлежностями. Мать — Тинча (Тыня) Шмулевна Ловцкая (1846 — после 1913). Брат шахматиста Мойше Ловцкого; другой брат — Яков-Иде Липович (Яков Леопольдович) Ловцкий (1858—?), был врачом в Киеве, Одессе и при страховом обществе в Белой Церкви. Его дядя, сорокский (позже кишинёвский) купец Абрам Аронович Ловцкий, занимался производством и торговлей посудой в Бессарабии — Сороках, Кишинёве и Болграде. Двоюродный брат — врач и учёный-медик Яков Абрамович Ловцкий.
В 1889 году окончил Каменец-Подольскую губернскую мужскую гимназию. Учился на юридическом факультете Лейпцигского университета, окончил юридический факультет Императорского Новороссийского университета в Одессе. С 31 декабря 1898 года был женат на сестре философа Льва Шестова Фане Исааковне Шварцман, ставшей впоследствии психоаналитиком. Работал помощником присяжного поверенного в Киеве. 
В 1903 году окончил Петербургскую консерваторию по классу композиции; посещал классы контрапункта и гармонии Н. А. Римского-Корсакова. Учился также в Парижской консерватории у Габриэля Форе. Жил в Берне, где его жена училась на философском отделении местного университета; в 1914—1921 годах — в Женеве. С января 1922 года по декабрь 1933 года жил в Берлине, затем поселился в Париже. В 1936 году вместе с Львом Шестовым впервые посетил Палестину, а в 1939 году переехал в Иерусалим. За год до смерти, 11 сентября 1956 года, переехал с женой в Цюрих.
В 1921 году основал и стал председателем русского музыкального общества «Содружество имени Глинки» в Берлине. Публиковал эссе философского характера, музыкальную, литературную и художественную критику в «Последних новостях», «Современных записках», «Новом журнале», «Гранях», «Руле». Ряд статей посвящены русской народной музыке и творчеству русских композиторов. В 1956—1957 годах закончил книгу «Лев Шестов по моим воспоминаниям». Сохранилась его переписка с Н. А. Римским-Корсаковым и А. К. Глазуновым.
Среди сочинений — оперы «Лукреция» (1908, поставлена Киевским городским театром в 1910 и 1912 годах, первый исполнитель партии Секста Тарквиния — Н. Г. Горчаков), «Платье делает человека» по Г. Келлеру (1920), «Горе от ума» по А. С. Грибоедову (1920-е годы), «Свадьба Моцарта» (1932); балет-пантомима «Красочки» по А. М. Ремизову (1912); фортепианное трио Op. 2. Написал сценарии к музыкальным фильмам «Лунная соната» (о Л. Бетховене) и «Романтические ночи» (о Ф. Шопене, 1934).

## Нотные издания
- Trio en fa dièse mineur pour piano, violon et violoncelle: op. 2. Belaieff, 1905.
- Лукреция: Музыкальная драма в 2 действиях (3 картинках). Немецкий текст Валерьяна Торниуса (Valerian Tornius) и Германа Ловцкого. Lucretia: Musikdrama in zwei Aufzügen (drei Bildern). Лейпциг: Брейткопфъ и Гертель (Breitkopf & Härtel), 1910.